# Krishna Kohli
Krishna Kumari Kolhi (tiếng Sindh: ڪرشنا ڪماري ڪوهلي, tiếng Urdu:  کرشنا کماری کوہلی, tiếng Phạn: कृष्ण कुमारी कोहली, sinh ngày 1 tháng 2 năm 1979) là một chính khách Pakistan, thành viên của Thượng viện Pakistan. Cô là người Hindu Dalit đầu tiên và là người phụ nữ Hindu thứ hai nắm giữ vị trí đó. Cô đã vận động cho các quyền của phụ nữ và chống lại lao động ngoại quan.

## Thuở nhỏ và giáo dục
Krishna Kolhi sinh ngày 1 tháng 2 năm 1979, trong một gia đình nghèo đến từ một ngôi làng ở Nagarparkar. Khi cô còn nhỏ và một học sinh lớp ba, cô và gia đình cô đã bị giam giữ trong ba năm làm nô lệ để trả nợ trong một nhà tù tư nhân ở quận Umerkot.
 Họ chỉ được thả ra sau một cuộc đột kích của cảnh sát trên đất của nhà chủ. Cô đi học ban đầu ở quận Umerkot và sau đó đến quận Mirpurkhas.
Cô kết hôn ở tuổi 16 vào năm 1994 trong khi cô đang theo học lớp 9. Cô tiếp tục học sau khi kết hôn và năm 2013 đã nhận được bằng thạc sĩ về xã hội học của Đại học Sindh.

## Sự nghiệp chính trị
Kolhi gia nhập Đảng Nhân dân Pakistan (PPP) như là một nhà hoạt động xã hội để vận động cho các quyền của các cộng đồng bị thiệt thòi trong xã hội ở Thar. Cô cũng vận động các quyền của phụ nữ, chống lao động ngoại quan, và chống lại quấy rối tình dục ở nơi làm việc. Năm 2018, cô được bầu vào Thượng viện Pakistan trong cuộc bầu cử Thượng viện ở Pakistan như một ứng viên của PPP trên ghế dành riêng cho phụ nữ ở Sindh. Cô đã trở thành người Hindu Dalit đầu tiên và là người phụ nữ Hindu thứ hai được bầu vào Thượng viện, sau Ratna Bhagwandas Chawla.